# Virginia Slims of New England 1989
Il Virginia Slims of New England 1989 è stato un torneo di tennis giocato sul sintetico indoor. È stata la 5ª edizione del torneo, che fa parte della categoria Tier II nell'ambito del WTA Tour 1989. Si è giocato a Worcester negli USA dal 30 ottobre al 5 novembre 1989.

## Campionesse

### Singolare
Martina Navrátilová ha battuto in finale  Zina Garrison con il punteggio di 6–2, 6–3

### Doppio
Martina Navrátilová /  Pam Shriver hanno battuto in finale  Elise Burgin /  Rosalyn Fairbank con il punteggio di 6–4, 4–6, 6–4